# 가와사키 OH-1
가와사키 OH-1는 일본이 독자개발한 무장 정찰 헬기이다. 91식 공대공 미사일을 장착했다. 일본은 공격 헬기라고 하지 않고 정찰 헬기라고 하지만, 세계적으로 유명한 공격 헬기인 AH-1 코브라, A129 망구스타와 외양과 무게가 동일하다. 승객수송이 불가능한 탠덤식 2인승 헬기이고 최대이륙중량 4톤이다.

## 가와사키사의 다른 군용기

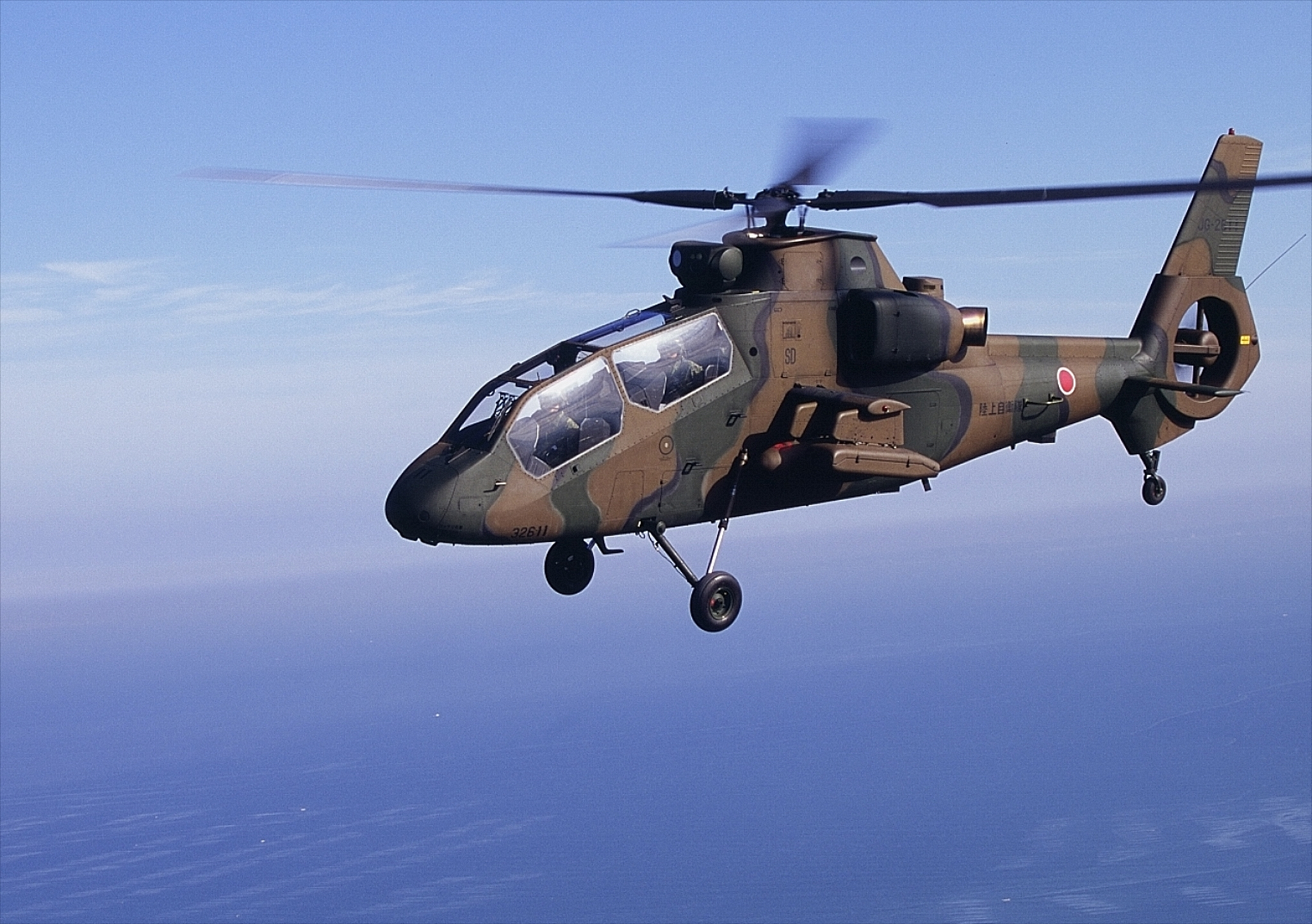
가와사키 OH-1 헬기의 비행모습

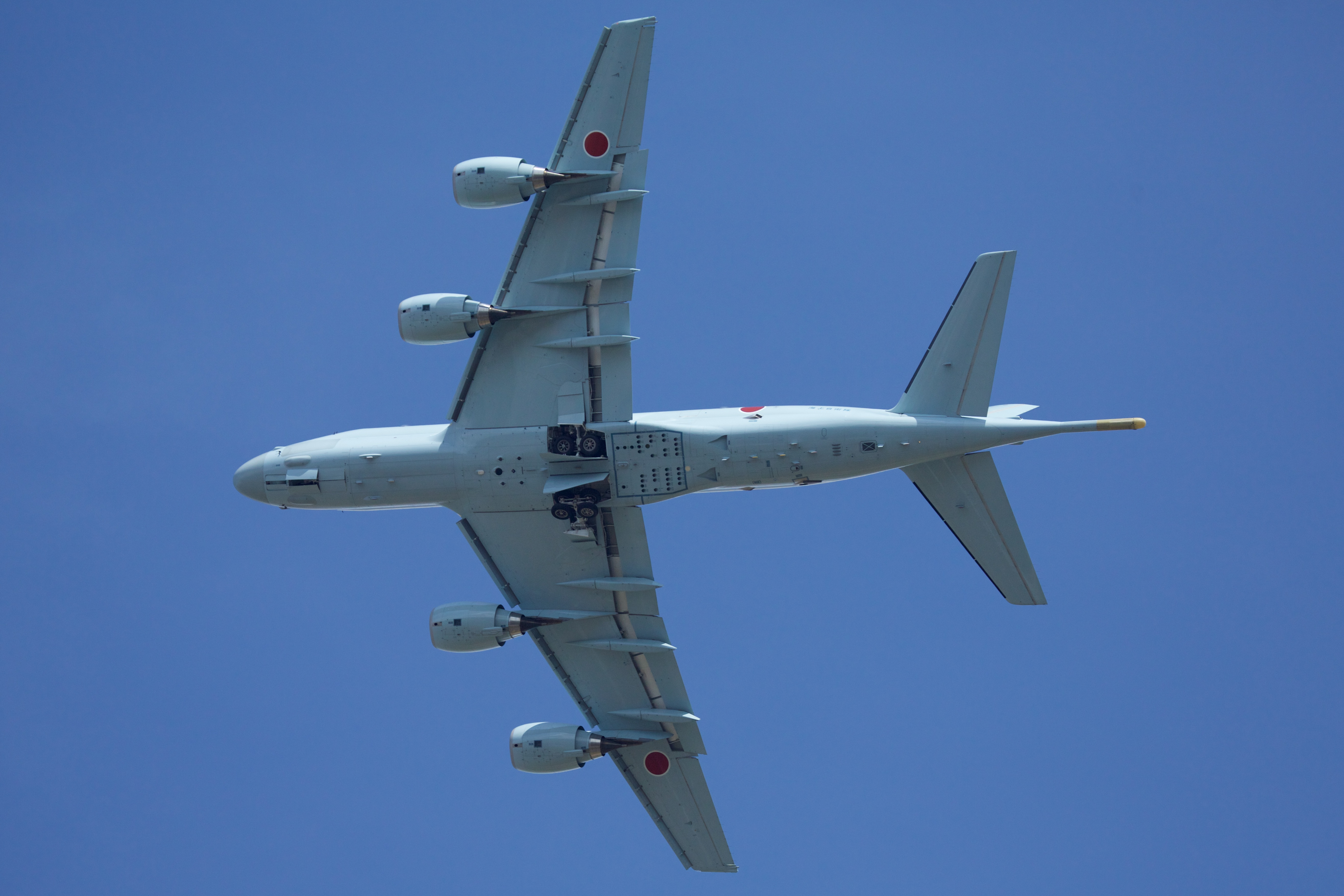
가와사키 P-1의 비행모습

- 가와사키 OH-1 군용헬기
- 가와사키 P-1 초계기
- 가와사키 C-2 수송기
- 가와사키 T-4 훈련기

## 운용국
- 일본

## 같이 보기
- RAH-66 코만치
- 유로콥터 타이거
- 레오나르도 헬리콥터 AW249
- 하얼빈 Z-19
- TAI T-129